# Kumulatives Lernen
Kumulatives Lernen bezeichnet einen Lehr- und Lernprozess, bei dem aufgrund einer entsprechenden didaktischen Konstruktion die Lehrinhalte in sinnstiftenden Zusammenhängen miteinander vernetzt werden und unmittelbar an den vorhandenen Erfahrungen/Wissen/Können der Lernenden anknüpfen.

## Allgemein
Das kumulative Lernen unterscheidet sich vom additiven Lernen, bei dem die Inhalte in der Regel ebenfalls in Umfang und Komplexität zunehmen, jedoch isoliert voneinander betrachtet werden und in keinen unmittelbaren, Verständnis fördernden Zusammenhängen stehen und somit meistens den Blick auf eine übergeordnete Betrachtungsweise erschweren. Die Entstehung von isoliertem "Inselwissen", bei dem die Themen nur innerhalb ihrer "inseleigenen Kontexte" verstanden werden, ist die typische Folge von additiven Lehr- und Lernwegen und widerspricht somit den angestrebten (in der Regel auch curricular vorgegebenen) Bildungszielen im naturwissenschaftlichen (Schul-)Unterricht.
Synonyme Bezeichnungen in den Fachdidaktiken sind "sinnvolles Lernen" oder meaningful learning. Durch einen kumulativ arrangierten Unterricht wird einerseits versucht, das bei den Lernenden bereits vorhandene Wissen als Ausgangsbasis zu verwenden, so dass neuerworbene Konzepte und Erkenntnisse daran anknüpfen können; andererseits wird eine Integration der inhaltlichen Teilaspekte in größere Zusammenhänge gezielt herbeigeführt, so dass ihre Vernetzung für den Lernenden transparent wird.
Methodisch kann dies beispielsweise durch die Anwendung von Conceptmaps geschehen, mit denen die Lernenden vor einer Unterrichtsreihe/-einheit ihren gegenwärtigen (oft hypothesenhaften) Wissensstand abbilden können. (Vorgefertigte Conceptmaps, die jedoch zunächst nur aus Schlüsselbegriffen bestehen und noch kaum oder keinerlei Vernetzung aufweisen, werden an die Lernenden ausgegeben. Diese werden aufgefordert, die Schlüsselbegriffe nach ihren Vorstellungen zu vernetzen und ggf. um weitere Begriffe zu ergänzen.) Eine Erweiterung und ggf. Veränderung dieser Conceptmaps erfolgt im Unterrichtsverlauf oder am Ende der Unterrichtseinheit/-reihe.
Darüber hinaus bietet die Arbeit mit Erschließungsfeldern (in Niedersachsen auch als „Basiskonzepte“ bezeichnet) eine Möglichkeit, Schlüsselkonzepte so zu vernetzen, dass die Vernetzung für den Lernenden (Schüler) transparent wird. (Siehe Literaturangaben)